# Boris Nikolow
Boris Georgiev (Mokata) Nikolow (bulgarisch Борис Георгиев Николов; * 10. März 1929 in Bazargic, Rumänien; † 29. Januar 2017 in Sofia) war ein bulgarischer Boxer. Nikolow war Bronzemedaillengewinner der Olympischen Spiele 1952.

## Karriere
Nikolow wurde im von 1919 bis 1940 zu Rumänien gehörigen Teil der Dobrudscha geboren.
Er war bulgarischer Meister der Jahre 1950–1957.
Nikolow nahm 1953 erstmals an den Europameisterschaften teil, schied jedoch im Halbmittelgewicht (-71 kg) startend bereits im ersten Kampf gegen Len Mullen, Schottland (3:0), aus.
1952 errang Nikolow eine Bronzemedaille bei den Olympischen Spielen im Mittelgewicht (-75 kg). Nach Siegen über Alfred Stürmer, Luxemburg (3:0), Terry Gooding, Vereinigtes Königreich (2:1), und Dieter Wemhöner, Deutschland, verlor er im Halbfinale gegen Vasile Tiță, Rumänien (3:0). Damit war Nikolow der erste Bulgare der je eine olympische Medaille gewann.
1955 nahm Nikolow am Boxturnier im Rahmen der Weltfestspiele der Jugend und Studenten teil und erkämpfte sich eine Bronzemedaille.
Nikolow nahm in den folgenden Jahren noch an den Europameisterschaften 1955 und 1957 und den Olympischen Spielen 1956 teil, wobei er jeweils im Halbmittelgewicht startete, aber frühzeitig ausschied.
1996 wurde Nikolow Ehrenbürger der Stadt Dobritsch. 2004 war er Fackelträger der Olympischen Spiele 2004 und 2010 erhielt er den Orden „Stara Planina“.

## Quelle
- http://amateur-boxing.strefa.pl
- Boris Nikolow in der Datenbank von Olympedia.org (englisch)

| Personendaten    | Personendaten                                                                 |
| ---------------- | ----------------------------------------------------------------------------- |
| NAME             | Nikolow, Boris                                                                |
| ALTERNATIVNAMEN  | Николов, Борис Георгиев (bulgarisch); Nikolow, Boris Georgiev; Nikolow, Mocha |
| KURZBESCHREIBUNG | bulgarischer Boxer                                                            |
| GEBURTSDATUM     | 10. März 1929                                                                 |
| GEBURTSORT       | Bazargic, Rumänien                                                            |
| STERBEDATUM      | 29. Januar 2017                                                               |
| STERBEORT        | Sofia, Bulgarien                                                              |